# Böhmisk kupol

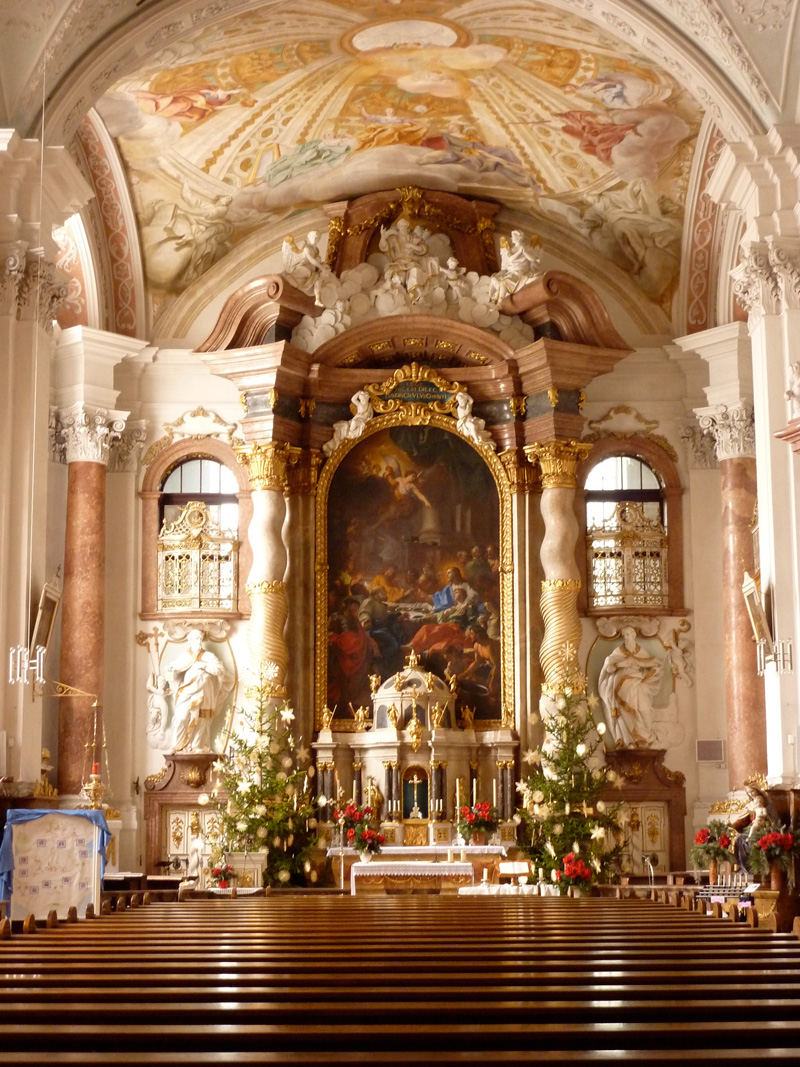
Böhmiskt valv över koret i Kloster Michelfelds klosterkyrka i Auerbach in der Oberpfalz.

Böhmisk kupol, även böhmiskt valv eller böhmisk kupa, är en flack kupol, som geometriskt kan beskrivas som ett segment av en halvsfär, vars tänkta bascirkel skjuter ut utanför det kupoltäckta rummets hörn.
Genomskärningen mellan rummets väggar och detta halvsfärssegment ger upphov till segmentbågar med ganska låg båghöjd.